# RU Вовка
RU Вовка — це зоря, що розташована в сузір'ї Вовка. Відстань до цієї зорі, згідно з вимірюваннями паралаксу, становить близько 514 світлових років (або 158 парсеків). Її видима зоряна величина — 10.5, що означає, що для спостереження цієї зорі необхідний телескоп з апертурою хоча б 6 см (2 дюйми), але для кращої чіткості бажано мати більший телескоп. Ця зоря є представником типу T Тельця — стадії еволюції, через яку проходять новоутворені маломасивні зорі перед тим, як перейти на головну послідовність. На головній послідовності зоря починає стабільно генерувати енергію через термоядерне злиття водню у своєму ядрі. Вік RU Вовка становить близько 2-3 мільйонів років. Зоря демонструє випадкові коливання яскравості, зокрема зміни в ультрафіолетовому та рентгенівському випромінюванні, що є характерною ознакою для зір цієї категорії.
Спектр зорі RU Лупи показує спектральні лінії водню, що накладаються на звичайний спектр зорі. Це може бути результатом впливу газу, що падає на зовнішню оболонку зорі, а також потужного зоряного вітру. Газ, що рухається в напрямку зорі, може викликати появу спектральних ліній в спектрі, оскільки атоми водню поглинають енергію та випромінюють її в специфічних довжинах хвиль. Маса зорі RU Лупи оцінюється в 0.6–0.7 сонячних мас, а її радіус складає 1.6 радіуси Сонця, тобто вона трохи більша за Сонце. Зоря випромінює більш ніж удвічі більше світла, ніж Сонце, при температурі близько 3950 K. Це досить прохолодна температура для зорі такого типу. Окрім цього, навколо зорі існує акреційний диск — область, де матеріал, зокрема пил, обертається навколо зорі, поступово падаючи на неї. Маса цього диска може досягати 0.032 сонячних мас. Частки в диску мають різні розміри, але найбільші з них можуть сягати до сантиметра в діаметрі.